# Битка при Ярмук
Битка при Ярмук е битка, състояла се от 15 август до 20 август 636 година между войските на Византия и Арабския халифат за контрол над Сирия.
През 635 година арабите завземат Дамаск. През пролетта на следващата година, ромейския император Ираклий събира огромна за времето си 80 000 армия, която се концентрира в Едеса, за да отвоюва Сирия. Голяма част от нея, близо 20 000 души, са разпределени и настанени по сирийските гарнизони. Императорът не е в състояние да ръководи лично войските си, затова изпраща свой представител. Според данните на арабските летописци, ромейската армия наброявала 200 000, дори 400 000 души. Арабските войски са командвани от Абу Убайда ас-Джара, който впоследствие предава началството на Халид ибн ал-Уалид, а ромейските войски са командвани от арменския военачалник и династ Вахан, избран след дълги спорове за главнокомандващ и подкрепен от Теодор Сакеларий – представител на императора.
Първите схватки са още край Емеса. Основните арабски сили са леката и тежката пехота, подкрепяни от над 8000 души лека кавалерия. Голямата многонационална ромейска армия е блокирана в долината на река Ярмук – приток на Йордан. Под знамената на императора били свикани, освен гърци и славяни от Европа, още войници от почти всички гръкоговорещи народи на Мала Азия, също така много арменци и араби-християни.
Липсата на координиране сред командването на ромеите довеждат до невиждана катастрофа. През последния шести ден на битката, в самия ѝ край, арменците предават императора (навярно по религиозни съображения, бидейки монофизити), а арабите-християни дезертират при своите сънародници. Почти цялата ромейска армия е обградена от два пъти по-малката армия на арабите-мюсюлмани, които избиват близо 30 000 души и удържат голяма победа. По-късно през деня, както и на следващия ден, голяма част от спасилите се от погрома при Ярмук ромеи са застигнати и унищожени от арабската конница. На практика, Империята остава без полева армия! Болнавият, състарен и вече душевно съсипан след загубата на толкова много войници император Ираклий е принуден да отстъпи към Антиохия.